# Itajutinga difficilis
Itajutinga difficilis är en skalbaggsart som beskrevs av Martins 1981. Itajutinga difficilis ingår i släktet Itajutinga och familjen långhorningar. Inga underarter finns listade i Catalogue of Life.